# لالاکه‌پشته
لالاکه پشته (به لاتین: Lələkəpeştə) یک روستا است که در شهرستان آستارا (جمهوری آذربایجان) واقع شده است.